# Guaraná ralado
O guaraná tem sua origem amazonense, ela foi trazida para o Mato Grosso pela família Thomson, além deles, um senhor cujo nome é Benedito também trouxe o guaraná para a comercialização no estado.
O guaraná ralado no início era ralado na mão para aqueles que queriam comprar, depois de ralado eram armazenados em potes de vidro. Ao passar do tempo os vendedores passaram a comercializar o guaraná em formato de bastão.

## Modo de preparo
Para produzir o bastão é utilizada a semente do guaraná, que passará pelo processo de pilhagem, após os procedimentos necessário o bastão estará pronto, para ralar é usado a lima bastarda, conhecida popular mente como grosa, já no Amazonas é utilizado a língua do pirarucu para ralar. Já na produção do xarope não é utilizado a semente e sim o extrato do guaraná, assim dando o aroma. A sua produção é tratada com seriedade desde o momento em que o guaraná é cultivado até a produção do basto ou do xarope. 
O modo de preparo pode variar, os povos indígenas preferem não ralar e sim deixa-lo em formato de bola, para que a massa do guaraná não fique seco, depois é posto em uma cuia e ralado, durante o processo é utilizado a água e não possui açúcar.

Para o consumo do guaraná ralado é recomendado consumir apenas uma colher pequena do guaraná ralado, duas colheres de açúcar, acrescenta água. Acreditasse que o guaraná supre a necessidade de energia. O seu consumo deve ser moderado para não trazer riscos à saúde.